# VBL機動車
VBL機動車（法語：Véhicule Blindé Léger，輕裝甲車輛）是法國潘哈德研製的一種軍用機動車。在戰場上擔任美軍悍馬車的類似功能，可由C-130、C-160或A400M空運.
80年代中期法國需要一種新步兵機械化車輛取代老舊的載具，VBL專案開始設計一種渡河能達5.4公里時速的輕裝甲四輪車，90年代開始量產，並外銷多國。

## 設計
VBL計畫始於1978年，法軍當時使用的霍奇基斯M201吉普車和蘇聯的BRDM-2裝甲車相較已顯得過時，因此需要一種新的輕型偵查載具來支援AMX 10 RC裝甲車。新載具必須要裝備一挺機關槍執行偵察任務，或裝備米蘭反坦克飛彈發射器執行反裝甲任務。，並且需要俱備核生化防護能力，並能抵禦小口徑槍械射擊。雷諾和潘哈德各提出一輛原型車輛，並於1982年開始測試。在1984年，潘哈德提出的設計獲得了墨西哥陸軍的訂單，而在隔年亦被法軍選上。1985年完成了15輛預量產的型號，並在1990年正式服役。法軍在1990年訂購569輛VBL，1994年至97年間追加了330輛，並在2004年前訂購了700輛VB2L（加長指揮型）。VBL的外銷版型號為ULTRAV M-11，於巴黎南方30公里的于尔普瓦地区马罗勒生產。2004年時每月大約生產十輛。第1500輛在2001年出廠。2600餘輛中的最後一批在2010年出廠。

## 服役歷史

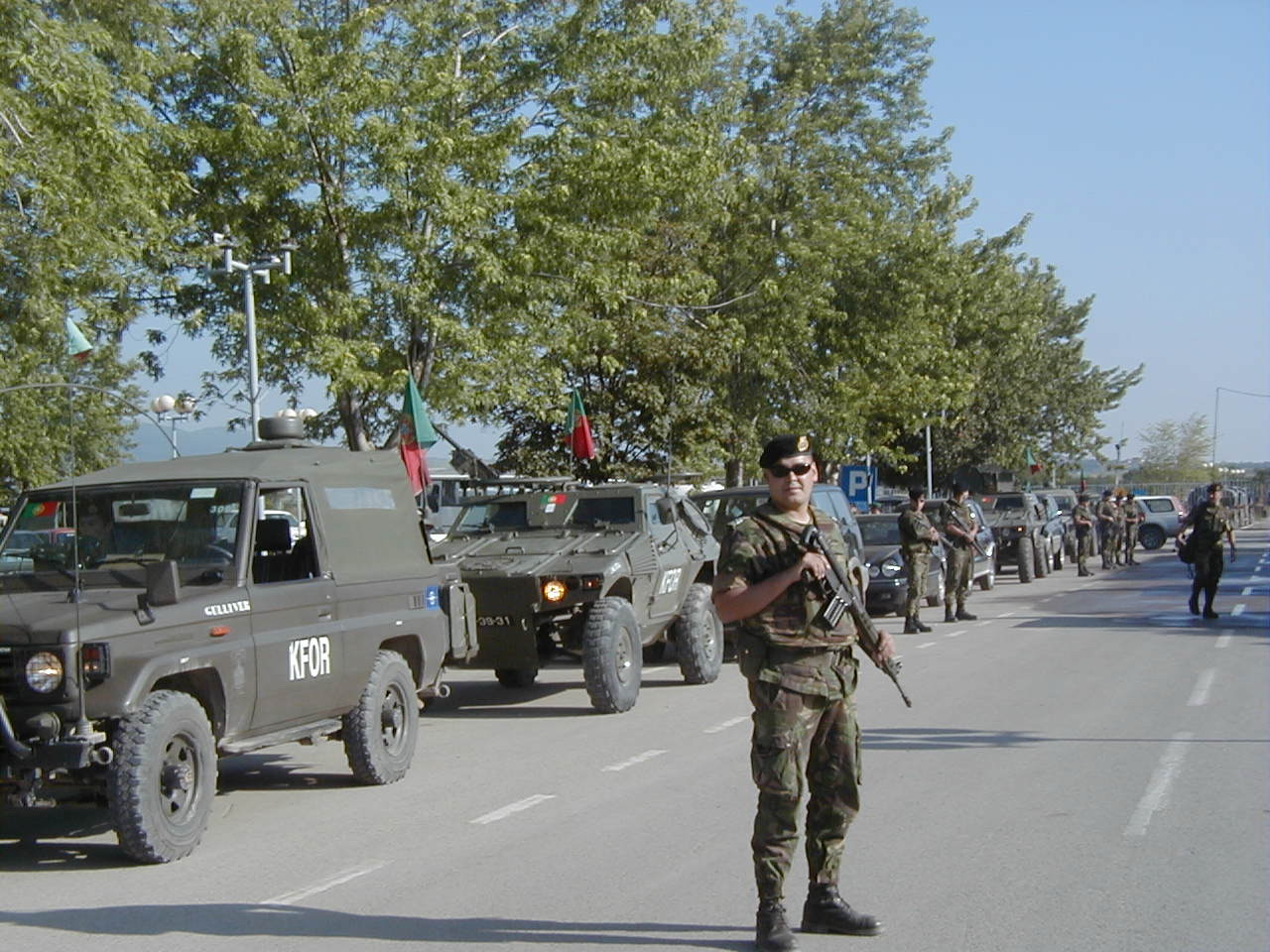
一輛隸屬於葡萄牙，部屬在科索沃的 VBL，攝於2000年。

法軍在許多維和任務中部屬了VBL機動車，尤其是在黎巴嫩、波士尼亞、盧安達和科索沃。在1985年3月13日，聯合國駐黎巴嫩臨時部隊之中駐紮在貝魯特的法國部隊收到了三輛VBL：一輛用於靜態駐守，一輛當作聯絡載具，一輛為備用。VBL也在塞拉耶佛圍城戰役時常出現，因為法國在南斯拉夫的藍盔部隊。VBL也被用於運送聯合國部隊的指揮官，比如路易斯·麥肯齊將軍，因此贏得了「塞拉耶佛計程車」的綽號。在慎重武力行動之後，塞族共和國軍繳獲了數輛VBL。在其他任務中，在綠松石行動中部屬在盧安達的法國海軍陸戰隊步兵戰車團的一個排（三輛VBL）被賦予了與卢旺达爱国阵线接觸的任務。在科索沃，出於聯繫任務的需求，最終導致了PVP輕型裝甲車計畫的發展，以支援VBL。
在2000年代至2010年代，VBL被法軍部屬在象牙海岸。在2002至2003年間，VBL和ERC-90曾對MPIGO開火，以嚇止他們越界入侵。他們稍後阿必尚參與了2011年四月推翻洛朗·巴博的行動。在阿富汗，VBL部隊被用來保護喀布爾國際機場和後勤軸線。在馬里，VBL在2013年參加了藪貓行動在之後的巴爾赫內行動中，數名搭乘VBL的士兵死於土製炸彈的攻擊。VBL也在2013年部屬在中非共和國
其餘VBL的歐洲用戶也將其運用在維和任務中。科索沃維和部隊（KFOR）中的葡萄牙部隊就使用了VBL機動車，和老邁的布拉維亞蔡米特式裝甲車一同執行護衛任務或擔任機動安檢站。在此行動中，負責管制普里斯提納－史高比耶之間交通的希臘憲兵連亦裝備了VBL。KFOR的希臘營部屬了六輛VBL作為偵查任務之用。希臘的VBL亦參加了2001年在北馬其頓的必要收穫行動以及阿富汗戰爭。
非洲國家亦有VBL的使用者。在盧安達內戰期間，盧安達部隊使用VBL對抗盧安達愛國陣線，盧安達的「偵查中隊」（法語：Escadron de Reconnaissance）由法國軍事顧問訓練操作VBL和米蘭反坦克飛彈。盧安達愛國陣線繳獲的載具日後參與了第一次和第二次刚果战争。在奈及利亞，在獅子山內戰期間，其參與西非国家经济共同体停火监督部队的部隊裝備了VBL。奈及利亞在面對博科聖地叛亂時亦派出了裝備VBL的部隊，並有幾輛VBL被博科圣地繳獲。在非洲之角，吉布地的VBL在吉布地內戰期間參與了對抗FRUD的戰鬥。和機動性較佳的悍馬車相比，VBL的裝甲讓其在遭到叛軍埋伏時有更強的抵抗能力。
在大西洋的彼端，墨西哥的VBL恰帕斯冲突期間對抗了萨帕塔民族解放军。

## 型號

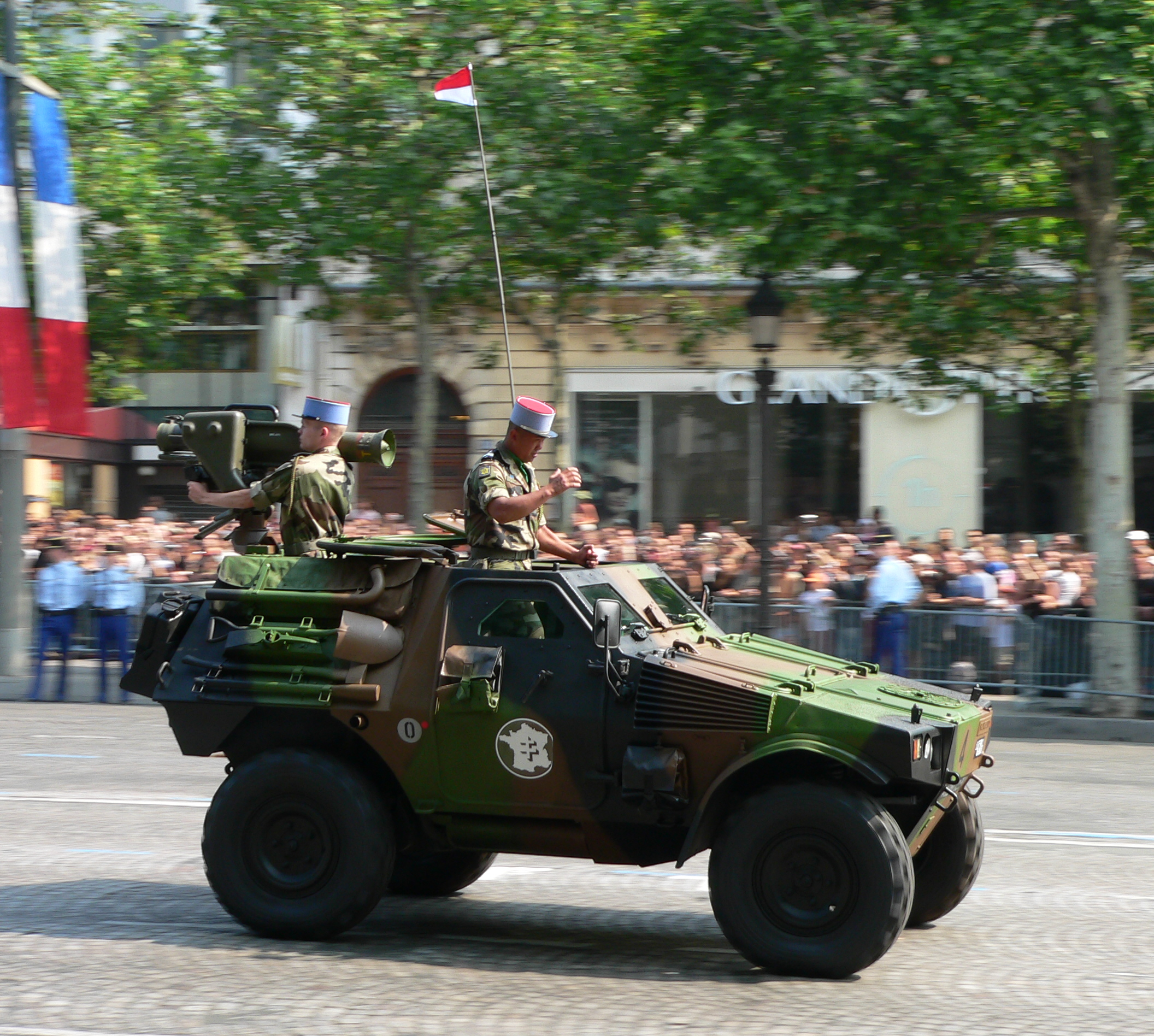
裝備反戰車飛彈

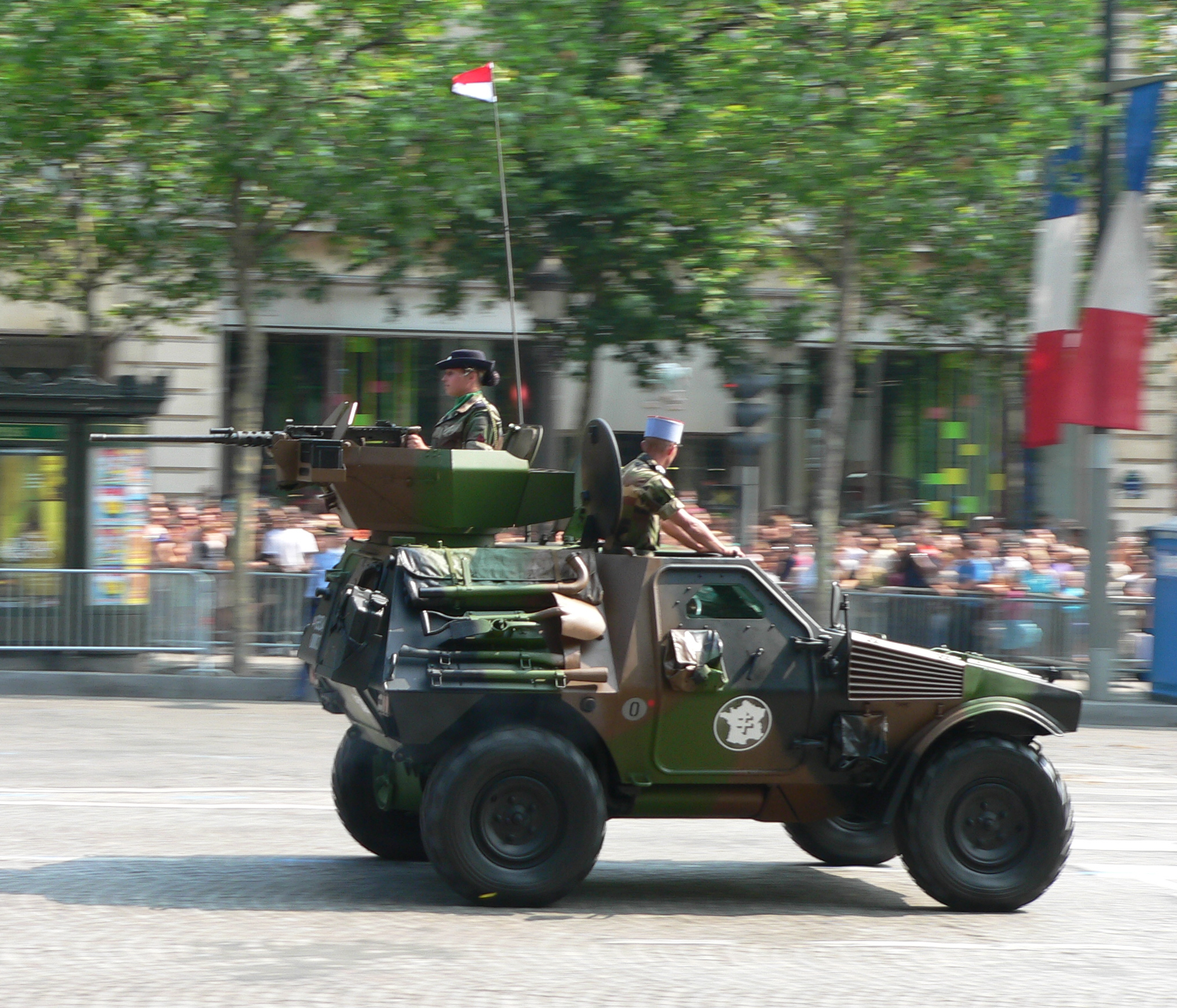
裝備機槍塔

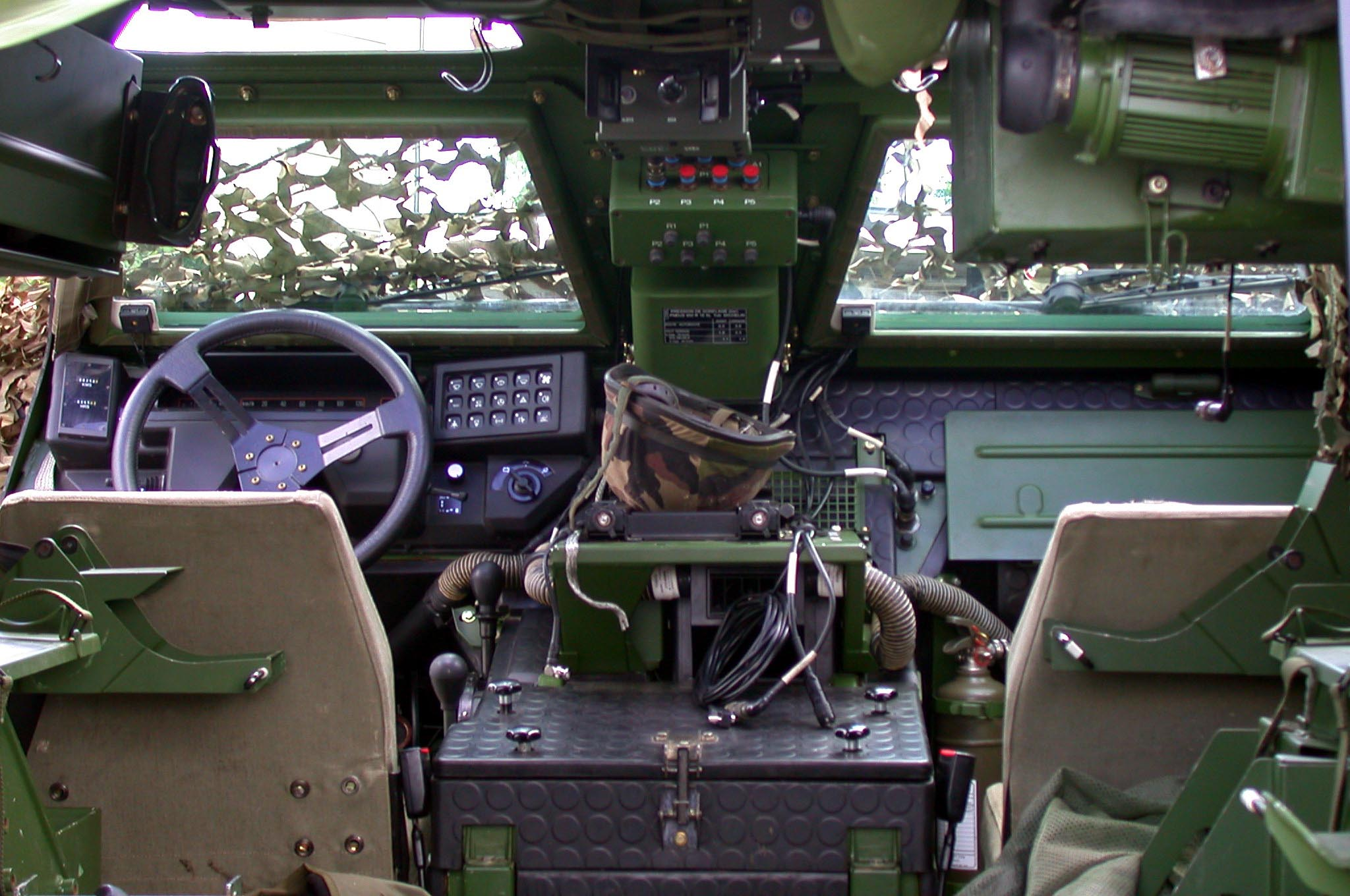
駕駛座

### 法軍型號
- VBL標準型號：裝有一挺7.62 mm AN-F1（3,000發子彈）。曾用來攜帶十二具APILAS（英语：APILAS）反戰車武器，但後來改為攜帶ERYX反坦克導彈[33]
- VBL MILAN：中程反戰車型號。裝備一米蘭反坦克飛彈發射器，並攜帶六枚飛彈，[34]並裝備了MIRA熱像儀。[9]
- VB2L POSTE DE COMMANDEMENT：指揮型。車身加長[35]並使用一甚高頻系統，含二PR4G無線電，以及一可進行長程通訊的高頻系統，含一SSB無線電，以及一車組員用的無線電對講機系統。武裝含一挺7.62 mm機槍（1,400發子彈）。車身內有一工作站，配有地圖板和折疊桌、可供無線電和輔助系統使用的電池（約可額外提供八小時的使用時間）、以及給第四名車組員的折疊椅[36]
- VBL RECO 12.7：偵查和步兵戰鬥型。裝備一門M2重機槍。[37]M2機槍可以換為一挺40公釐榴彈發射器。[38]
- VBL Ultima：升級版，裝備130 hp（97 kW）的柴油引擎、新通訊裝置，但不俱備兩棲能力。[6]

### 外銷型號
- VBL TOW：裝備拖式飛彈發射器的長程反戰車版，攜帶四枚飛彈。[36]
- VBL ALBI-MISTRAL：裝備雙聯裝ALBI砲塔，並可發射西北風飛彈的防空版。共攜帶六枚飛彈（含發射器中的兩枚）。[36]
- VBL Mark 2：升級版，裝備125 hp（93 kW）的斯太尔引擎防禦者M151遙控武器站。[39][40]

### 原型型號
- VBL MVO：防暴和內部保安型[41]
- VBL (à flancs redressés) CANON：裝備遙控砲塔，並使用萊茵金屬Mk 20 RH-202機砲。[36]
- VBL TOURELLE FERMEE：裝備12.7公釐機槍遙控砲塔。[36]
- VBL Azur：城鎮戰版。[42]

## 使用國
- 法國: 1,621 輛[6]
- : 10 輛[43]
- : 37 輛[43]
- 喀麦隆: 5 輛[43]
- : 10–15 輛[43]
- 加彭: 12–14 輛[43]
- 希腊: 242 輛[43]
- 印度尼西亞: 18 輛[43]
- 科威特: 40[43]
- 墨西哥: 40[43]
- 尼日尔: 7 輛[43]
- 奈及利亞: 72 輛[43]
- 阿曼: 132 輛[43]
- 葡萄牙: 38 輛[22]
- : 16 輛[43]
- 卢旺达: 16 輛
- 塞爾維亞: 2 輛 (反恐隊)
- 沙烏地阿拉伯: 2[43]
- 塞内加尔: 9 輛[43]
- 多哥: 2 輛[43]
- 阿联酋: 24[43]

### 前使用國
- 博科圣地[44]
- 塞族共和國：繳獲數輛[13]
- 卢旺达: 16 輛[43][26]

### 無訂單的外銷版

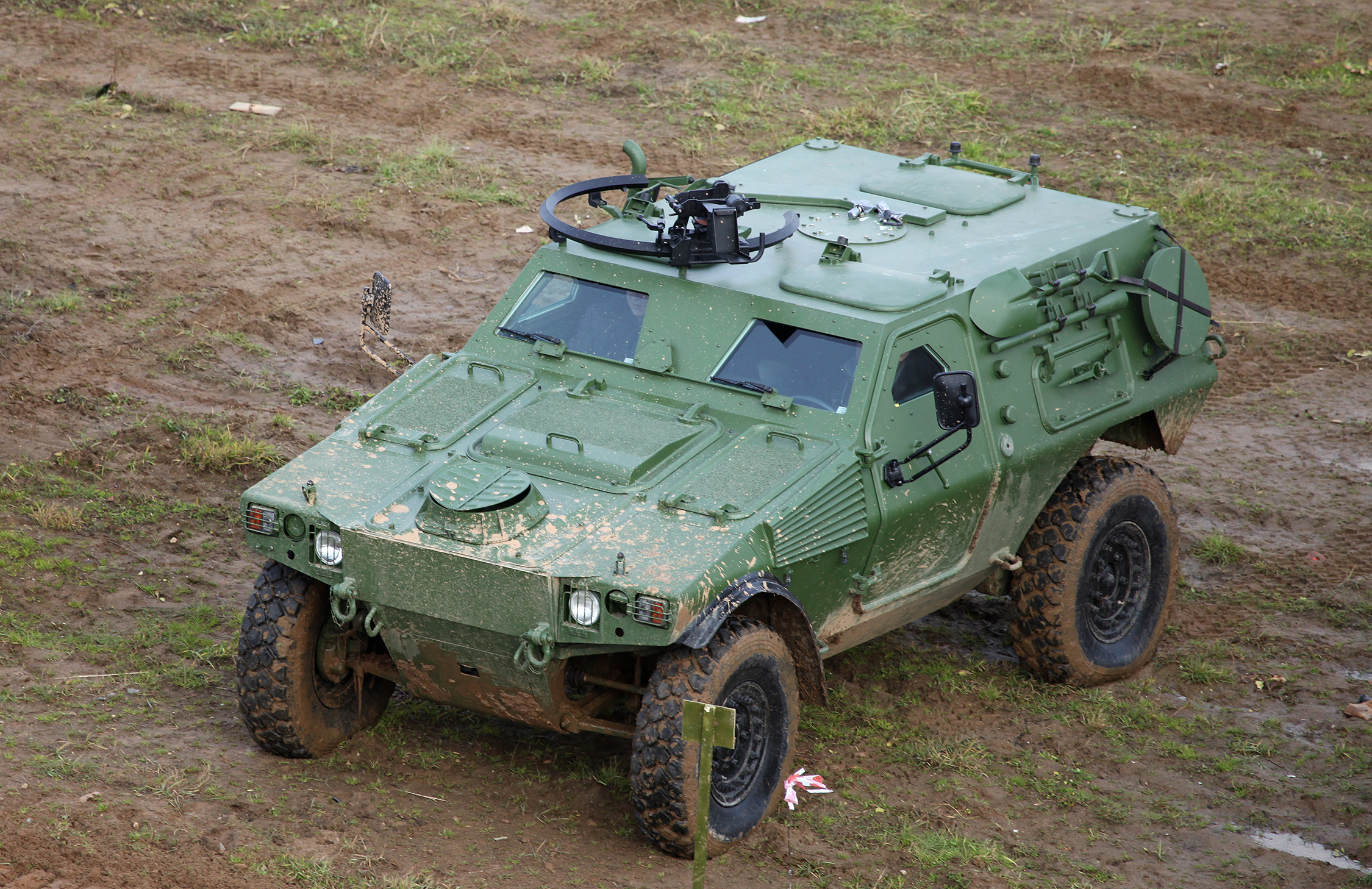
在2013年俄羅斯軍火展上展出的VBL Mark 2

- 俄羅斯：俄罗斯联邦内务部於2011年曾考慮替其內部維安部隊生產 500 至 1000 輛 VBL Mark 2 型。[45]最終因為俄烏戰爭導致的國際制裁而作罷。[46]
- 西德：德國聯邦國防軍在1980年代末期曾測試 VBL。[47]

## 註解
1. 1 2  . arquus-defense.com. 阿库斯. 2023-02-21  [2024-04-23]. （原始内容存档于2024-04-22） （英语）.
2. 1 2  Debay 2004，第4頁.
3. ↑  . defense.gouv.fr. 2019-06-27  [2022-11-13]. （原始内容存档于2023-01-19） （法语）.
4. ↑  Debay 2004，第5頁.
5. ↑  . forcesoperations.com. 2015-07-16  [2022-11-13]. （原始内容存档于2019-04-18）.
6. 1 2 3  Foss, Christopher F. . Jane's International Defence Review. 2019-03-26  [2022-11-13]. （原始内容存档于2022-11-13）.
7. ↑  Debay 2004，第28頁.
8. 1 2  Debay 2004，第36頁.
9. 1 2 3   (PDF). L'Ancre d'Or. January 1995: 18–23  [2022-11-13]. （原始内容存档 (PDF)于2022-12-19） （法语）.
10. ↑  Debay 2004，第71頁.
11. ↑  Le Peillet, Pierre. . Paris: Editions France-Empire. 1988: 616. ISBN 9782402249317 （法语）.
12. ↑  Gast, Thomas. . 2015: 24. ISBN 9783738047905 （德语）.[]
13. 1 2  Debay 2004，第40頁.
14. ↑  Altmeyer, Cyril. . Challenges. 2012-01-04  [2022-11-13]. （原始内容存档于2022-11-13） （法语）.
15. ↑  Debay 2004，第86–88頁.
16. ↑  Guisnel, Jean. . Le Point.   [2022-11-13]. （原始内容存档于2022-11-13） （法语）.
17. ↑  Debay 2004，第52頁.
18. ↑   [Victims of budget, the VBLs will not be renovated]. forcesoperations.com. 2011-11-23  [2022-11-13]. （原始内容存档于2022-07-12） （法语）.
19. ↑  . forcesoperations.com. 2013-01-15  [2022-11-13]. （原始内容存档于2022-11-13） （法语）.
20. ↑  Lagneau, Laurent. . opex360.com. 2019-11-02  [2022-11-13]. （原始内容存档于2022-11-13） （法语）.
21. ↑  Agence France Presse. . 2013-11-26  [2022-11-13]. （原始内容存档于2022-11-13） （法语）.
22. 1 2  Debay 2004，第100頁.
23. ↑  Debay 2004，第106頁.
24. ↑  Debay 2004，第110頁.
25. ↑  Debay 2004，第109頁.
26. 1 2  Debay 2004，第118頁.
27. ↑  Mutsinzi, Jean; Bizimana, Jean-Damascène; Rugira, Alice; Mbabazi, Judith; Mukama, Augustin; Mugenzi, Peter; Mvano, Jean-Baptiste.  (PDF). République du Rwanda. 2019-04-20: 12  [2022-11-13]. （原始内容存档 (PDF)于2021-06-08） –lefigaro.fr （法语）.
28. ↑  Debay 2004，第119頁.
29. ↑  Debay 2004，第122頁.
30. ↑  Agence France Presse. . 2017-12-14  [2022-11-13]. （原始内容存档于2020-01-30）.
31. ↑  Debay 2004，第121頁.
32. ↑  Debay 2004，第98頁.
33. ↑  Debay 2004，第18頁.
34. ↑  Debay 2004，第20頁.
35. ↑  Debay 2004，第22頁.
36. 1 2 3 4 5  . armyrecognition.com. 2018-09-03  [2022-11-13]. （原始内容存档于2022-12-02）.
37. ↑  Debay 2004，第19頁.
38. ↑  . ixarm.com. Direction générale de l'armement. 2010-05-05  [2022-11-13]. （原始内容存档于2021-06-08） （法语）.
39. ↑  . armyrecognition.com. 2018-11-25  [2022-11-13]. （原始内容存档于2022-12-02）.
40. ↑  Foss, Christopher F. . Jane's 360. 2015-02-22  [2022-11-13]. （原始内容存档于2019-04-18）.
41. ↑  Debay 2004，第6頁.
42. ↑  . Raids. No. 252. May 2007: 38 （法语）.
43. 1 2 3 4 5 6 7 8 9 10 11 12 13 14 15 16 17 18  . Armstrade.sipri.org.   [2015-01-01]. （原始内容存档于2010-04-14）.
44. ↑  . army.mil.ng. 2018-01-30  [2022-11-13]. （原始内容存档于2022-11-13）.
45. ↑  . France Soir. 2011-02-23  [2022-11-13]. （原始内容存档于2022-11-13） （法语）.
46. ↑  . arms-expo.ru. 26 July 2014  [2022-11-13]. （原始内容存档于2021-10-20） （俄语）.
47. ↑  Debay 2004，第31頁.